# Bergeria haematochrysa
Bergeria haematochrysa là một loài bướm đêm thuộc phân họ Arctiinae, họ Erebidae.